# Georg Hessler
Georg Heßler, também conhecido como Georg Kesler, Georg Hesler ou Georg Hessler (Wurtzburgo, 1427 – Melk, 21 de setembro de 1482) foi um cardeal bávaro da Igreja Católica, que foi príncipe-bispo de Passau.

## Biografia
De origem plebéia, era o segundo filho de Hans e Agatha Heßler. Ele tinha cinco irmãos e uma irmã e três dos irmãos tornaram-se sacerdotes. Ele foi com seu irmão Johannes, um dos padres, para a Itália em 1454. Lá estudou como muitos alemães na Faculdade de Pavia e obteve o título de doutor em utroque iure, tanto em direito canônico quanto em direito civil.
De Pavia foi para a corte papal e em 5 de maio de 1456 foi nomeado tesoureiro particular pelo Papa Calisto III. Ele também recebeu cânones em Santos Pedro e Paulo em Öhringen, bem como em Santo Estevão em Bamberg; além disso, recebeu também a paróquia de Dollnstein, perto de Eichstat e Hesselbach.
Recebeu a ordenação presbiteral em 1458 por Giovanni de Castiglione, bispo de Pavia, e entrou ao serviço do Arcebispo Dietrich Schenk von Erbach de Mainz e após a morte de seu secretário, foi nomeado para ocupar o cargo e como cônego no capítulo de São Pedro e Alexandre em Aschaffenburg; pouco depois, no outono de 1458, ele estava novamente na corte papal. Nesse ínterim, o ex-secretário particular de Frederico III do Sacro Império Romano-Germânico, Enea Silvio Piccolomini, foi eleito Papa. No final de 1459 estava a serviço de Albrecht VI da Áustria, irmão do imperador Frederico III.
Tornou-se assessor do Tribunal Imperial de Apelação, domiciliado em Viena, e se matriculou na Universidade de Viena em 1460.
De grande importância para a sua carreira foi a nomeação como um dos sete sacerdotes cônegos da Catedral de Colônia, bem como a influência de seu pai, que formou uma estreita ligação com Ruprecht von der Pfalz, futuro arcebispo de Colônia. Com os cânones, ele tinha a obrigação de residência e o capítulo manifestou a importância que dava à exigência, portanto, mudou-se para Colônia em 1460. Quando em 1463 Ruprecht se tornou arcebispo, nomeou o cônego Hessler como seu chanceler e o enviou com uma delegação a Roma, para obter a confirmação papal; a missão foi bem sucedida.
Em 1464, tornou-se secretário e conselheiro do Sacro Imperador Romano Frederico III, bem como seu embaixador na França. No início de 1466, tornou-se domherr da catedral de Speyer por comissão papal; ele se dirigiu pessoalmente ao prescrito Annaten em Roma em 28 de junho de 1466 e na ocasião, tornou-se protonotário apostólico. Em 1474, o imperador Frederico III nomeou-o seu conselheiro. O cônego Hesler conquistou tanto a confiança do imperador que se tornou seu chanceler e como tal, provou ser muito valioso em muitos empreendimentos diplomáticos: arranjou o casamento em 1477 entre o príncipe Maximiliano, filho do imperador, e Maria de Borgonha.
Em março de 1474, o imperador solicitou sua promoção ao cardinalato, mas sua elevação foi decidida apenas em fevereiro de 1477, apesar da oposição do Sagrado Colégio dos Cardeais. Foi criado cardeal pelo Papa Sisto IV no Consistório em 10 de dezembro de 1477, publicado em 12 de dezembro de 1477 com o título de cardeal-presbítero de Santa Lucia em Silice, uma diaconia elevada pro illa vice a título; o papa enviou-lhe o  chapéu vermelho em 13 de janeiro de 1478.
Frederico III obteve uma bula papal, datada de 1 de julho de 1478, pela qual os capítulos de Utrecht, Lüttich, Cambrai, Trier, Colônia, Mainz, Würzburg, Bamberg, Eichstätt, Speyer, Salzburgo, Estrasburgo, Passau, Augsburg, Freising, Münster, Regensburg e Besançon foram ordenados a não prosseguir com a conclusão da escolha, postulação, nomeação ou comissão antes que o papa e o imperador designassem uma pessoa adequada. Os próprios bispos do reino opuseram-se a tal interferência nos seus direitos e decidiram que o papa deveria recusar a confirmação até que o consentimento do metropolita fosse solicitado. Quem quer que fosse contestado, no entanto, deveria apelar para um futuro concílio ou para um futuro papa. Com isso, queriam ajudar os recorrentes. Em Speyer e Estrasburgo, assim como em Passau, os capítulos ignoraram a proibição papal e imperial. Em Passau, após a morte do Bispo Ulrich von Nußdorfs em 9 de setembro de 1479, o capítulo elegeu Friedrich Mauerkircher por maioria de votos. O cardeal permaneceu em Roma (tendo entrado vindo da Alemanha em 21 de janeiro de 1480) para resolver a questão. O Papa Sisto IV anulou esta escolha e decidiu em 28 de janeiro de 1480 pelo candidato do imperador; no mesmo dia foram emitidas bulas que ameaçavam Mauerkircher e seus apoiadores com excomunhão e interdição. Cartas de recomendação para o cardeal Hessler foram emitidas pelo imperador ao arcebispo de Salzburgo e aos bispos do sul da Alemanha. O cardeal foi recebido pelo Papa em consistório público no dia 28 de janeiro.
Recebeu a ordenação episcopal em 13 de fevereiro de 1480, em Roma, pelo Papa Sisto IV. Em 1 de maio de 1480 o bispo deixou Roma e dirigiu-se à corte imperial. Então, o reitor da catedral e três cônegos de seu capítulo passaram para o lado do imperador. Eles tomaram assento, por instruções do papa, em Stadt Weis, enquanto a maior parte do capítulo permaneceu em Passau. Em 17 de setembro de 1480, foi anunciado na catedral vienense que havia sido concedido um passaporte, até então negado. Como o imperador podia contar com o acordo, a cerimônia de investidura ocorreu sem protestos. Mesmo assim, porém, foi recusado que o cardeal Hessler pudesse entrar na sua cidade episcopal. Passau queria permanecer neutro mas, no entanto, foi pressionado pela Áustria, pela Baviera, pelo rei da Hungria e pela aristocracia.
Finalmente, o imperador Frederico III pronunciou em 1482 a proibição da cidade rebelde. Somente depois disso, o cardeal Hessler fez sua entrada em 1 de junho de 1482. A proteção da fortaleza da Câmara Alta, partidária do duque da Baviera, começou um dia após o bombardeio da cidade; o fornecimento de alimentos da Baviera foi interrompido, enquanto as prometidas tropas auxiliares imperiais estavam desaparecidas. Nesta situação, em agosto de 1482, foi alcançado um acordo entre o cardeal Hessler e Mauerkircher; por ela, o bispo permanecia e Mauerkircher seria seu sucessor. A rivalidade de quase três anos gerou um custo enorme para a cidade e além disso, muitas outras cidades e castelos foram penhorados ao rei húngaro, e o cardeal Hessler deixou dívidas de 80.000 gouldens ao seu sucessor. Foi a última vez na história da diocese que a escolha de um bispo foi feita com força das armas.
Em 21 de setembro de 1482, adoeceu durante uma viagem a Viena para se encontrar com o imperador e morreu em Melk.